# Acacia torta
Acacia torta är en ärtväxtart som först beskrevs av William Roxburgh, och fick sitt nu gällande namn av William Grant Craib. Acacia torta ingår i släktet akacior, och familjen ärtväxter. Inga underarter finns listade i Catalogue of Life.